# 南海大学城駅
南海大学城駅（なんかいだいがくじょうえき）は、中華人民共和国広東省仏山市南海区に位置する仏山地下鉄3号線の駅である。

## 歴史
- 2024年8月23日: 開業[1]。

## 隣の駅
仏山地下鉄
■ 3号線
博愛中路駅 - 南海大学城駅 - 仏山大学駅

## 駅周辺
- 華南師範大学(仏山校舎)
- 仏山科学技术学院
- 広東東軟学院
- 広東軽工職業技術学院(南海校舎)
- 広東石油化工職業技術学校
- 広東省工業高級技工学校